# Trichosurus arnhemensis
Espèce
Trichosurus arnhemensis est une espèce de marsupiaux de la famille des Phalangeridae.

## Distribution
Cette espèce est endémique d'Australie, elle se rencontre dans le nord du Territoire du Nord et dans le nord-est de l'Australie-Occidentale.

## Publication originale
- (en) Collett, 1897 : On a collection of mammals from north and north-west Australia. Proceedings of the Zoological Society of London, vol. 1897, p. 317–336.